# Kreuzlingen
Kreuzlingen é uma comuna da Suíça, no Cantão Turgóvia, com cerca de 17.497 habitantes. Estende-se por uma área de 11,79 km², de densidade populacional de 1.484 hab/km². Confina com as seguintes comunas: Bottighofen, Constança (Konstanz) (DE-BW), Kemmental, Lengwil, Tägerwilen.
A língua oficial nesta comuna é o Alemão.